# 레오넬 산체스
레오넬 기예르모 산체스 리네로스(스페인어: Leonel Guillermo Sánchez Lineros, 1936년 4월 25일 ~ 2022년 4월 2일)는 칠레의 전 축구 선수이자 전 축구 지도자로 선수 시절 포지션은 공격수였다.

## 선수 시절

### 클럽
1936년 4월 25일 칠레의 수도 산티아고 출생으로 1953년 우니베르시다드 데 칠레 입단 후 14년간 팀의 주축 스트라이커로 그라운드를 종횡무진 누비며 리그 6회 우승, 칠레 메트로폴리탄 축구 대회 2회 우승, 1969년 프란시스코 칸델로리컵 우승에 큰 공을 세웠고 1970년에는 콜로-콜로 소속으로 리그 우승을 맛보았으며 1973년 CD 페로비아리오스를 끝으로 20년간의 선수 생활을 마감했다.

### 국가대표팀
1955년 칠레 국가대표팀 첫 합류 이후 이듬해인 1956년 남미 축구 선수권 대회에서 2골을 기록하며 팀의 준우승을 이끌었고 자국에서 열린 1962년 FIFA 월드컵에서는 4골로 브라질의 가린샤와 바바, 유고슬라비아의 드라잔 예르코비치, 소련의 발렌틴 이바노프, 헝가리의 얼베르트 플로리안과 함께 공동 득점왕에 오르며 3위라는 칠레의 월드컵 역대 최고 성적을 이끌어냈다.
그 후 1966년 FIFA 월드컵 남미 지역 예선에서 3골을 터뜨려 2회 연속 월드컵 본선행을 이끌었고 1967년 남미 축구 선수권 대회에서는 비록 1골도 넣지 못했지만 팀의 대회 3위 입상에 기여했으며 A매치 통산 85경기 24골의 기록을 남긴 뒤 1968년 대표팀에서 은퇴했다.

## 은퇴 이후
선수 은퇴 후 1985년부터 1987년까지 친정팀인 우니베르시다드 데 칠레의 감독을 역임했고 이후 국제축구역사통계연맹에 의해 20세기 최고의 남미 축구 선수 40인에 이반 사모라노(칠레), 도밍구스 다 가이아(브라질), 아데미르 데 메니지스(브라질), 페드로 세아(우루과이), 라이문도 오르시(아르헨티나) 등과 함께 선정되는 영예를 안았으며 2022년 4월 2일 향년 85세를 일기로 고향인 산티아고에서 별세했다.

## 수상

### 클럽
우니베르시다드 데 칠레
- 칠레 프리메라 디비시온 : 우승 (1959, 1962, 1964, 1965, 1967, 1969)
- 칠레 메트로폴리탄 축구 대회 : 우승 (1968, 1969)
- 프란시스코 칸델로리컵 : 우승 (1969)

콜로-콜로
- 칠레 프리메라 디비시온 : 우승 (1970)

### 국가대표팀
칠레
- FIFA 월드컵 : 3위 (1962)
- 코파 아메리카 : 준우승 (1956), 3위 (1967)

### 개인
- FIFA 월드컵 득점왕 : 1962 (4골)
- FIFA 월드컵 올스타팀 : 1962
- 국제축구역사통계연맹 선정 20세기 남미 최고의 축구 선수 40인

| 이전 쥐스트 퐁텐 | 제7대 FIFA 월드컵 최다 득점자 1962년 공동 최다 득점자 가힌샤 바바 드라잔 예르코비치 발렌틴 이바노프 얼베르트 플로리안 | 다음 에우제비우 |